# Eden (álbum)
Eden es el octavo álbum de estudio de la cantante Sarah Brightman, lanzado a finales de 1998. Fue publicado bajo la licencia de Nemo Studios; una división de Angel Records y fue certificado con disco de oro por la RIAA en 1999. Actualmente, Eden ha vendido dos millones de copias mundialmente.
Este es el primer álbum de Brightman en el que recopila canciones de género pop en inglés y óperas interpretadas en italiano, algo contradictorio comparado con sus trabajos discográficos anteriores, como Fly; en donde casi la totalidad del álbum es en inglés, y en Timeless; en donde la mayoría de las canciones son óperas y en una menor parte, canciones de género rock.
Uno de los sencillos más sobresalientes de Eden es "Dust in the Wind", en especial en Brasil, en donde tuvo altos registros en los medios radiales, siendo uno de los sencillos más exitosos de Brightman en ese país. La canción fue incluida en la banda sonora de la telenovela "Andando nas Nuvens" (lit. Andando en las Nubes).

## Lista de canciones
1. "In Paradisum"
2. "Eden" (Cover de Hooverphonic)
3. "So Many Things"
4. "Anytime, Anywhere"
5. "Baïlèro"
6. "Dust in the Wind" (Cover de Kansas)
7. "Il Mio Cuore Va"
8. "Deliver Me" (Cover de The Beloved)
9. "Un Jour Il Viendra"
10. "Nella Fantasia"
11. "Tú" (Cover de Mecano)
12. "Lascia ch'io pianga"
13. "Only an Ocean Away"
14. "Scène D'Amour"
15. "Nessun Dorma"
16. "The Last Words You Said" (con Richard Marx), (canción adicional en la versión americana)